# Zwetan Dimitrow
Zwetan Dimitrow (auch Zvetan Dimitrov geschrieben, bulgarisch Цветан Димитров; * 10. Februar 1987) ist ein bulgarischer ehemaliger Fußballtorwart.

## Karriere
Dimitrow stammt aus der Jugendmannschaft von Lewski Sofia. Gleich in seinem ersten Profijahr 2006 wurde er an PFK Tschawdar Bjala Slatina (ПФК Чавдар Бяла Слатина) verliehen. In der Saison 2006/07 machte er 30 B Grupa Spiele für den Verein. Am Ende wurde man Siebter. Am 16. November 2007 hatte er sein Debüt für Lewski in einem Freundschaftsspiel gegen Wichren Sandanski. In den Saisonen seit 2007/08 konnte der Verein mit Dimitrow einmal die Meisterschaft gewinnen (2009), sowie 2009 den Supercup. Anfang 2011 verließ er den Klub, um zu Ligakonkurrent Kaliakra Kawarna zu wechseln. Er sicherte sich den Stammplatz im Tor und erreichte am Ende der Spielzeit 2010/11 mit seiner Mannschaft den Klassenverbleib. Die Saison 2011/12 endete mit dem Abstieg. Er verließ den Verein zum FK Neftochimik, der in der B Grupa spielte. In der Spielzeit 2012/13 kam er in der Hälfte der Spiele zum Einsatz und schaffte mit seiner Mannschaft am Saisonende den Aufstieg. Anschließend wechselte er zu Mitaufsteiger FC Ljubimez 2007, wo er nur zweimal eingesetzt wurde und seinen Vertrag Anfang 2014 auflöste.

## Erfolge
- Bulgarischer Meister 2009
- Bulgarischer Supercupsieger 2009